# Meinhard
Meinhard település Németországban, Hessen tartományban. Lakosainak száma 4529 fő (2023. december 31.). Meinhard Wanfried és Eschwege községekkel határos.

## Népesség
A település népességének változása:
| Lakosok száma | 4768 | 4616 | 4574 | 4548 | 4560 | 4529 |
|               | 2014 | 2017 | 2019 | 2021 | 2022 | 2023 |